# Ichneumon amphibolus
Ichneumon amphibolus là một loài tò vò trong họ Ichneumonidae.